# Jymmy Dougllas França
Jymmy Dougllas França (Rio de Janeiro, 15 de abril de 1984) é um ex-futebolista brasileiro que atuava como atacante. Atualmente, é diretor do Castelo.
Começou sua carreira no Castelo, equipe do estado do Espírito Santo, em 2001. Jogou ainda por Estrela do Norte, Angra dos Reis, Quissamã, Americano, Friburguense, Jaguaré e América de Natal, sendo contratado pelo clube eslovaco Spartak Trnava em janeiro de 2009.
Por 2 temporadas, Jymmy defendeu o Sheriff, e foi um dos grandes destaques da equipe, sendo artilheiro do Campeonato Moldávio de 2009–10.
Jogou também por Chornomorets Odessa, Shimizu S-Pulse, Tokyo Verdy, Guaratinguetá, Castelo, Paulista de Jundiaí e Estrela do Norte, encerrando a carreira em 2017.

## Títulos
Sheriff
- Campeonato Moldávio: 2009–10
- Copa da Moldávia: 2009–10
- Copa da CEI: 2009

### Prêmios individuais
- Artilheiro do Campeonato Moldávio de 2009–10 (13 gols, empatado com Alexandru Maximov)